# Renato Rivera
Renato Rivera (* 17. Juni 1985 in Guadalajara, Jalisco) ist ein ehemaliger mexikanischer Fußballspieler auf der Position eines Stürmers.

## Leben
Rivera  begann seine aktive Laufbahn in der Nachwuchsabteilung des Club Deportivo Guadalajara und kam für die erste Mannschaft unter anderem in einem am 21. Juli 2004 ausgetragenen Spiel um den Coors Light Cup gegen die Boca Juniors zum Einsatz. Spielpraxis holte er sich ansonsten aber eher bei den in der Primera División 'A' vertretenen Chivas-Filialteams von Chivas La Piedad (2004/05), Chivas Coras (2005/06) und Club Deportivo Tapatío (2006/07).
Vor der Saison 2007/08 wechselte er zu den Dorados de Sinaloa und im Winter 2008/09 zum Club León. Als die Leones Negros im Sommer 2009 die Zweitligalizenz für die neu kreierte Liga de Ascenso von seinem Exverein CD Tapatío erwarben, kehrte er in seine Heimatstadt zurück und steht seither beim Universitätsverein in Guadalajara unter Vertrag.
Den größten Triumph seiner Laufbahn aber feierte er mit Chivas. In der Apertura 2006 bestritt er am 30. September 2006 seinen ersten und einzigen Einsatz in der höchsten mexikanischen Spielklasse ausgerechnet gegen Chivas‘ Erzrivalen Club América (2:0). Zwar wurde Rivera erst in der letzten Minute für den zweifachen Torschützen Adolfo Bautista eingewechselt, doch durfte er den Rasen kurz darauf als „Derbysieger“ verlassen und gehörte somit ebenfalls  zur Meistermannschaft von Guadalajara, die den Titel der Apertura 2006 gewann.

## Erfolge
- Mexikanischer Meister: Apertura 2006